# Campeonato Alemão de Hóquei em Patins de 2023–24
O Campeonato Alemão de Hóquei em Patins de 2023–24 foi a 91.ª edição do principal escalão do campeonato alemão de Hóquei em Patins. A competição, organizada pela DRIV (Deutscher Rollsport
& Inline- Verband), foi disputada por 7 clubes.
O vencedor da fase regular e dos playoff, foi o SK Germania Herringen que conquistou o seu 8º título.

## Fase Regular
| Pos | Equipe                | Pts | J  | V  | E | D  | GP | GC | SG  | Classificação ou descenso |
| --- | --------------------- | --- | -- | -- | - | -- | -- | -- | --- | ------------------------- |
| 1   | SK Germania Herringen | 30  | 12 | 10 | 0 | 2  | 70 | 33 | +37 | Apurado para os Playoff   |
| 2   | TUS Dusseldorf-Nord   | 21  | 12 | 7  | 0 | 5  | 59 | 47 | +12 | Apurado para os Playoff   |
| 3   | RSC Cronenberg        | 21  | 12 | 7  | 0 | 5  | 46 | 39 | +7  | Apurado para os Playoff   |
| 4   | Hulser SV             | 18  | 12 | 6  | 0 | 6  | 48 | 53 | −5  | Apurado para os Playoff   |
| 5   | RESG Walsum           | 18  | 12 | 6  | 0 | 6  | 51 | 48 | +3  |                           |
| 6   | IGR Remscheid         | 12  | 12 | 4  | 0 | 8  | 40 | 64 | −24 |                           |
| 7   | RHC Recklinghausen    | 6   | 12 | 2  | 0 | 10 | 43 | 73 | −30 |                           |

## Playoffs
|  | Meias Finais | Meias Finais          | Meias Finais   | Meias Finais | Meias Finais |  |   | Final                 | Final | Final | Final | Final |
|  |              |                       |                |              |              |  |   |                       |       |       |       |       |
|  |              |                       |                |              |              |  |   |                       |       |       |       |       |
|  | 1            | SK Germania Herringen | 5              | 17           | 7            |  |   |                       |       |       |       |       |
|  | 4            | Hulser SV             | 6*             | 1            | 3            |  |   |                       |       |       |       |       |
|  |              |                       |                |              |              |  | 1 | SK Germania Herringen | 9     | 3     |       |       |
|  |              | 3                     | RSC Cronenberg | 5            | 2            |  |   |                       |       |       |       |       |
|  | 3            | RSC Cronenberg        | 6              | 4            |              |  |   |                       |       |       |       |       |
|  | 2            | TUS Dusseldorf-Nord   | 0              | 1            |              |  |   |                       |       |       |       |       |

## Campeão
| Campeonato Alemão de Hóquei em Patins 2023–24 |
| --------------------------------------------- |
| SK Germania Herringen 8º Título               |